# Alkimos (Gatte der Areta)
Alkimos (altgriechisch Ἄλκιμος Álkimos) ist eine Person der griechischen Mythologie.
Nach einem im Etymologicum magnum überlieferten Fragment des Philostephanos von Kyrene war er der Gatte der Arete, die ansonsten als Gattin des Alkinoos gilt.